# Mass Effect Infiltrator
Mass Effect Infiltrator es un videojuego de disparos en tercera persona  desarrollado por IronMonkey Studios y publicado por Electronic Arts para BlackBerry 10, iOS, Android y Windows Phone. Fue lanzado el 6 de marzo de 2012 para iOS, el 22 de mayo de 2012 para Android, y el 13 de junio de 2013 para BlackBerry 10.

## Jugabilidad
Mass Effect Infiltrator es un juego de disparos en tercera persona tridimensional que imita muchas de las características de juego y animaciones de los juegos principales de Mass Effect, incluido el uso de cobertura y la combinación de tiroteos y poderes bióticos. Los controles están simplificados respecto a los juegos de consola y adaptados para adaptarse a una interfaz de pantalla táctil; por ejemplo, no hay compañeros de escuadrón que controlar y es necesario apuntar a los enemigos para realizar ataques bióticos tocando directamente en la pantalla.
El jugador es recompensado con créditos a lo largo del juego, que pueden gastarse en armas, armaduras y habilidades bióticas mejoradas. El jugador también recopila Intel, que puede canjearse por créditos dentro del juego o usarse para aumentar la puntuación de preparación galáctica del jugador en Mass Effect 3. Al finalizar el juego, el jugador es recompensado con un nuevo recurso de guerra en su juego "Mass Effect 3".
En abril de 2012 se lanzó una actualización importante para Mass Effect Infiltrator, llevando la versión a 1.0.3. La actualización agregó una misión secundaria adicional en la que el jugador asume el papel de una víctima del experimento turiano que se escapó, así como la capacidad de apuntar armas manualmente. El parche también incluye optimizaciones técnicas diseñadas para el iPad de tercera generación.
Los usuarios de Windows 8 y Windows 8.1 han verificado que el juego funciona en sus plataformas.

## Trama
El protagonista de Mass Effect Infiltrator es el agente de Cerberus Randall Ezno. Al comienzo del juego, lo envían a un planeta helado, encargado de derribar a un turiano que Cerberus ha marcado para morir. Al regresar a una base de Cerberus conocida como The Barn, se ve atrapado en una fuga masiva de prisioneros y descubre que se están experimentando horriblemente con su consejera Inali en contra de su voluntad. Luego, Randall debe abrirse camino a través de la instalación, luchando contra las tropas de Cerberus y los prisioneros fugitivos para rescatarla y contactar a la Alianza para solicitar un rescate.

## Desarrollo
Después de lanzar el primer juego Mass Effect, BioWare comenzó a crear un prototipo de un juego Mass Effect influenciado por el diseño de Star Control, en paralelo con la trilogía principal de Mass Effect. El concepto evolucionó hasta convertirse en "Mass Effect: Corsair", un juego de naves espaciales en primera persona diseñado para Nintendo DS. La historia habría tenido lugar en Terminus Systems, presentando a un personaje inspirado en Han Solo inmerso en un entorno controlado por piratas. Sin embargo, Electronic Arts predijo bajas ventas en la Nintendo DS, y el equipo pasó a desarrollar Mass Effect Infiltrator para iOS, Android y Blackberry.
Infiltrator fue desarrollado por IronMonkey Studios, después de que Bioware les entregara la mayor parte de la producción y creación de contenido. IronMonkey aplicó su experiencia en el desarrollo de Dead Space para plataformas móviles, lo que les permitió perfeccionar el motor y los aspectos técnicos del juego. Según el diseñador principal Jarrad Trudgen, el equipo "agregó postprocesamiento y un sistema de material avanzado, brindando a nuestros artistas mucha más libertad para crear variedad y entornos más grandes, más abiertos y más detallados". Los diseñadores decidieron centrarse en el juego de acción de la franquicia Mass Effect, evitando elementos del juego de rol como un sistema de diálogo.

## Recepción
Las reseñas de "Mass Effect Infiltrator" en general han sido mixtas, y el agregador de reseñas Metacritic, que asignó puntuaciones como un promedio ponderado de las reseñas, asignó a "Mass Effect Infiltrator" una puntuación de 68 basada en 27 reseñas. Slide To Play inicialmente le dio al juego una mala crítica, criticando los controles y señalando que si bien los gráficos son "detallados y muy impresionantes", los entornos en sí eran obsoletos y repetitivos. Sin embargo, después de la actualización 1.0.3, la revisión se actualizó para indicar que el juego había "pasado de ser un desastre a un shooter de alta calidad". PCMag lo describió como "un juego bastante decente", elogiando las imágenes pero calificando el combate como repetitivo y los controles complicados.